# آلزرگروند
آلزرگروند (به آلمانی: Alsergrund) (تلفظ آلمانی: [ˈalzɐˌɡʀʊnt] ()} یک سکونت‌گاه مسکونی در اتریش است که در شهرِ وین واقع شده‌است.

## خصوصیات
آلزرگروند ۳۷٬۱۰۸ نفر جمعیت دارد.

## مشاهیرِ آلزرگروند
سکونت‌گاهِ آلزرگروند با نام‌های بسیاری از مشاهیرِ هنر و دانشِ وین در پیوند است؛ ازجمله، زادگاه فرانتس شوبرت، آهنگساز بزرگ رمانتیک است. لودویگ فان بتهوون، آهنگساز بزرگ آلمانیِ سبک کلاسیک و رمانتیک، در آپارتمان خود در آنجا درگذشت. همچنین، محل اقامت و دفتر سابق زیگموند فروید در آن واقع شده‌است. خانهٔ فروید از سال ۱۸۹۱ تا زمانِ پرواز او به انگلستان (در ۱۹۳۸) در آلزرگروند بود، و اکنون محل موزهٔ فروید در وین است. فروید، در طول دورهٔ توسعهٔ نظریه‌های روانکاوی‌اش، اغلبِ بیمارانش را در این دفتر معاینه کرد.